# Optocoupler

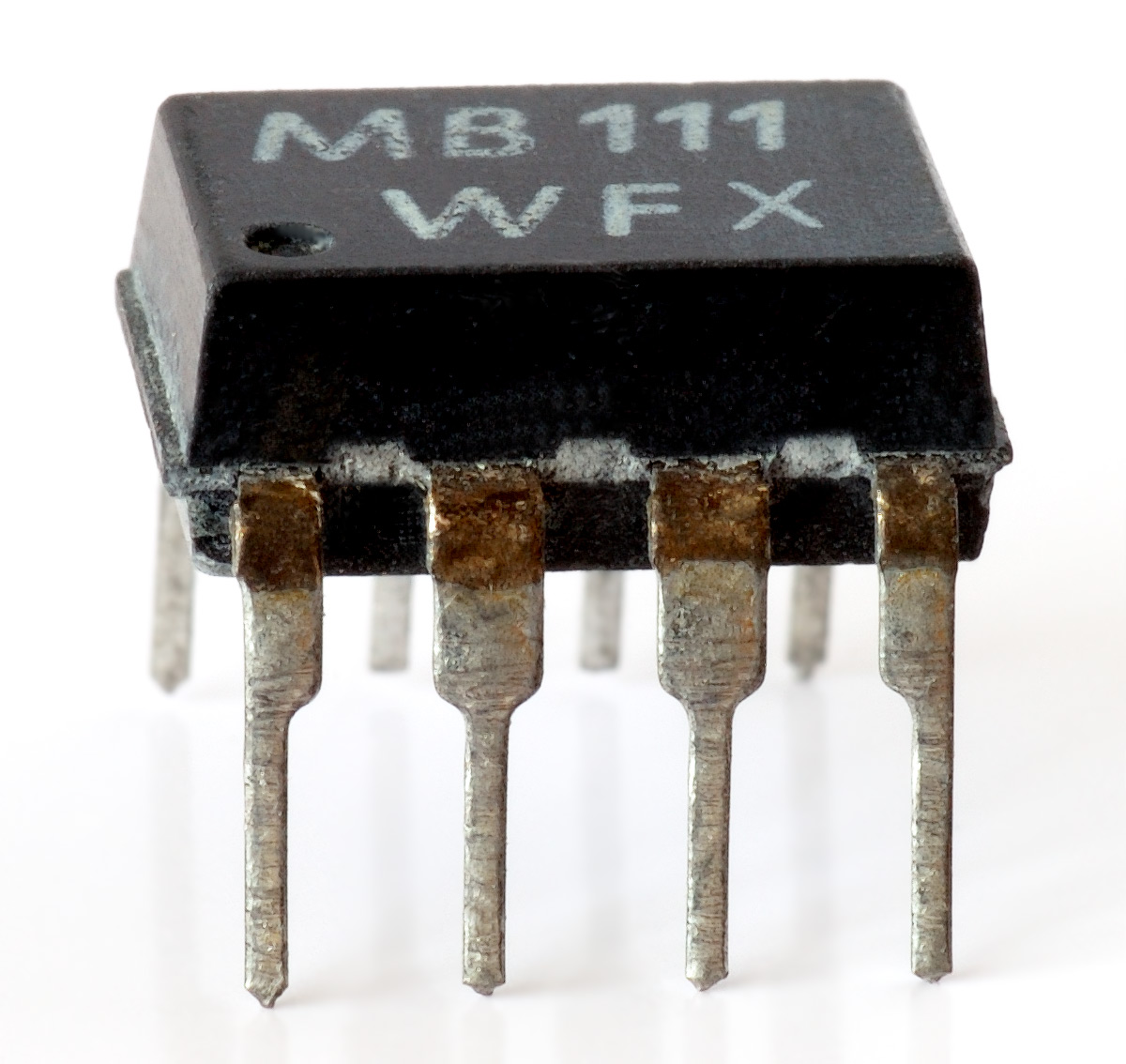
Een opto-coupler.

Een optocoupler is een kleine geïntegreerde schakeling waarin zich een led en een lichtgevoelige transistor bevinden.
Door een bepaalde spanning aan de klemmen van de led te leggen zal de transistor in geleiding gaan. Hierdoor kan een signaal in de ene schakeling worden overgedragen op een andere schakeling zonder dat deze schakelingen elektrisch met elkaar verbonden zijn, wat uit veiligheidsoverwegingen in veel apparatuur (bijvoorbeeld medische apparaten) een vereiste is.
Dit zorgt dus voor een galvanische scheiding die gemakkelijk toe te passen is in kleine elektronische schakelingen.

## Optoïsolator

Optoïsolator

Het beoogde effect van de optoïsolator is hetzelfde als van een relais, want ook bij deze configuratie is de output elektrisch geïsoleerd van de input. De diode kan gezien worden als de zender en de fototransistor bijgevolg als ontvanger. De diode zet het elektronisch signaal om in licht en de transistor doet de omgekeerde bewerking.

## Optical switch

Optical switch

De configuratie werkt als een schakelaar. De transistor gaat in geleiding als hij door licht wordt beschenen. Wanneer een object zich tussen de lichtbron en de transistor begeeft, stopt de geleiding door de transistor.

## Retro sensor

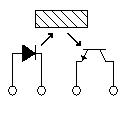
Retro sensor

De retro sensor detecteert de aanwezigheid van een object. Licht wordt gereflecteerd door een object in de buurt en de transistor wordt hierdoor aangedreven. Als er geen object in de omgeving te vinden is, kan het licht van de lichtbron de transistor nooit bereiken.

## Darlington transistor coupler

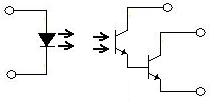
Darlington transistor coupler

De darlington transistor coupler wordt gebruikt wanneer een hogere output nodig is dan enkel de fototransistor kan voorzien. Het nadeel is wel dat de fotodarlington een tragere schakelreactie heeft dan de fototransistor.

## LASCR output coupler

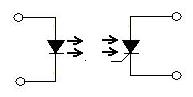
LASCR output coupler

Een LASCR (Light Activated Silicon Controlled Rectifier) output coupler kan gebruikt worden wanneer een lage ingangsspanning nodig is om een relais te schakelen. Dit dient voor het activeren van elektromechanische apparaten.

## Phototriac

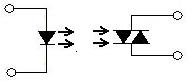
Phototriac output coupler

Dit apparaat is gemaakt om een geïsoleerde triac in werking te zetten.

## Optically isolated ac linear coupler

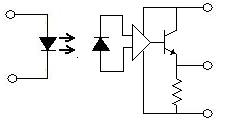
Optically isolated ac linear coupler

De optically isolated ac linear coupler converteert een variatie in ingangstroom naar een variatie in uitgangsspanning. Deze bestaat uit een versterker en een fotodiode aan de uiteinden van de versterker. Lichtvariaties van de led worden opgevangen door de fotodiode, die dan de versterker voorziet van een ingangssignaal. De emitter-follower stage dient dan als buffer voor de uitgang van de versterker. Deze configuratie wordt vaak gebruikt bij audio applicaties.